# 29824 Kalmančok
29824 Kalmančok là một tiểu hành tinh vành đai chính với chu kỳ quỹ đạo là 2059.2000568 ngày (5.64 năm).
Nó được phát hiện ngày 23 tháng 2 năm 1999.